# Bistum Spokane
Das Bistum Spokane (lat.: Dioecesis Spokanensis) ist ein Bistum der römisch-katholischen Kirche in den Vereinigten Staaten mit Sitz in Spokane.
Die Diözese wurde mit päpstlichem Dekret von 17. Dezember 1913 errichtet. Ihr Gebiet unterstand vorher den Diözesen Seattle und Walla Walla. Sie ist Suffraganbistum des Erzbistums Seattle.

## Bischöfe
- Augustine Francis Schinner (1914–1925)
- Charles Daniel White (1926–1955)
- Bernard Joseph Topel (1955–1978)
- Lawrence Harold Welsh (1978–1990)
- William Stephen Skylstad (1990–2010)
- Blase Joseph Cupich (2010–2014, dann Erzbischof von Chicago)
- Thomas Anthony Daly (seit 2015)

## Weblinks

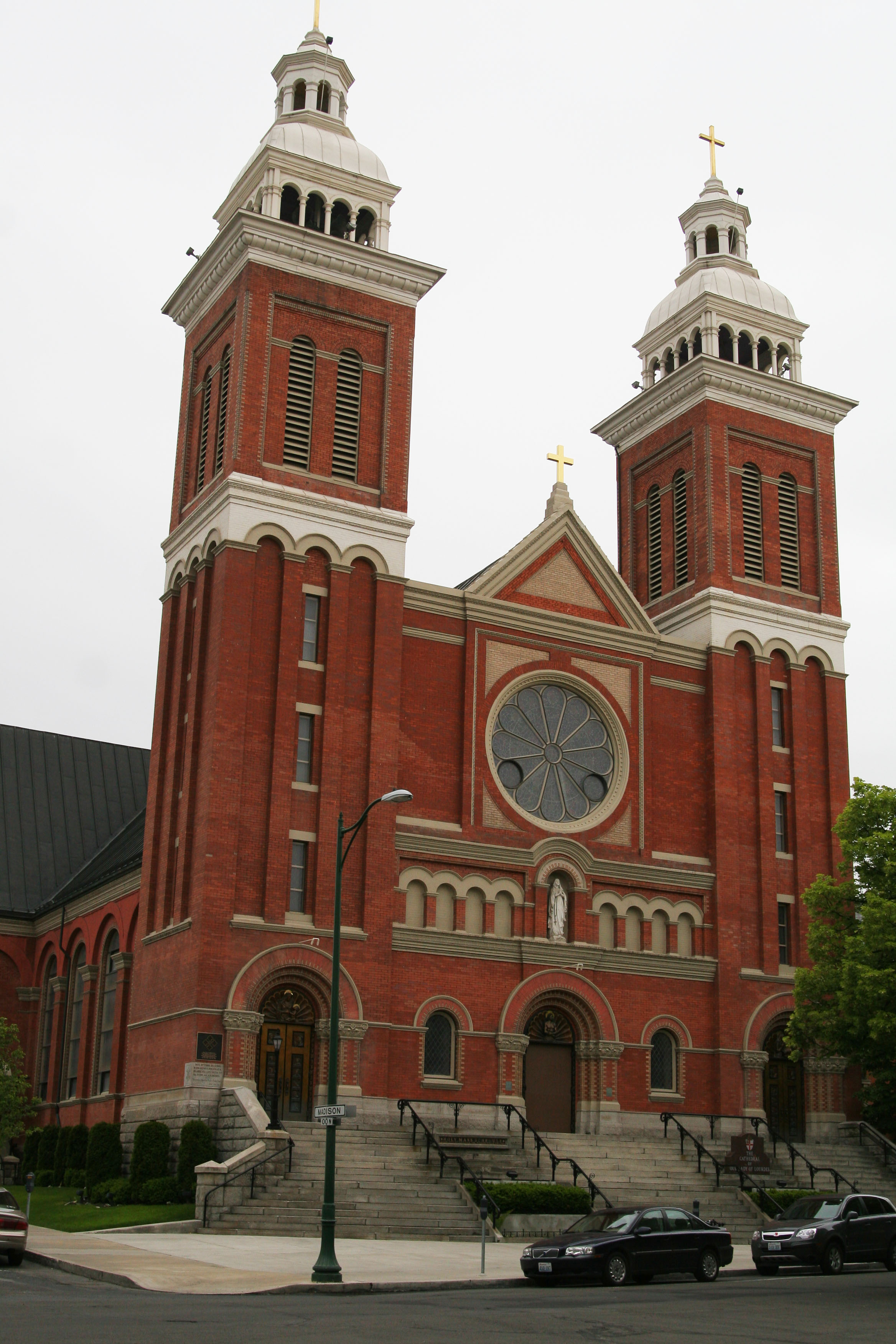
Kathedrale: Our Lady of Lourdes